# Éclipse solaire du 6 janvier 2019
L'éclipse solaire du 6 janvier 2019 est la 14ᵉ éclipse partielle du XXIe siècle.

## Zone de visibilité

Carte animée de l'éclipse.

L'éclipse a été visible dans le nord de l'Asie.

## Galerie

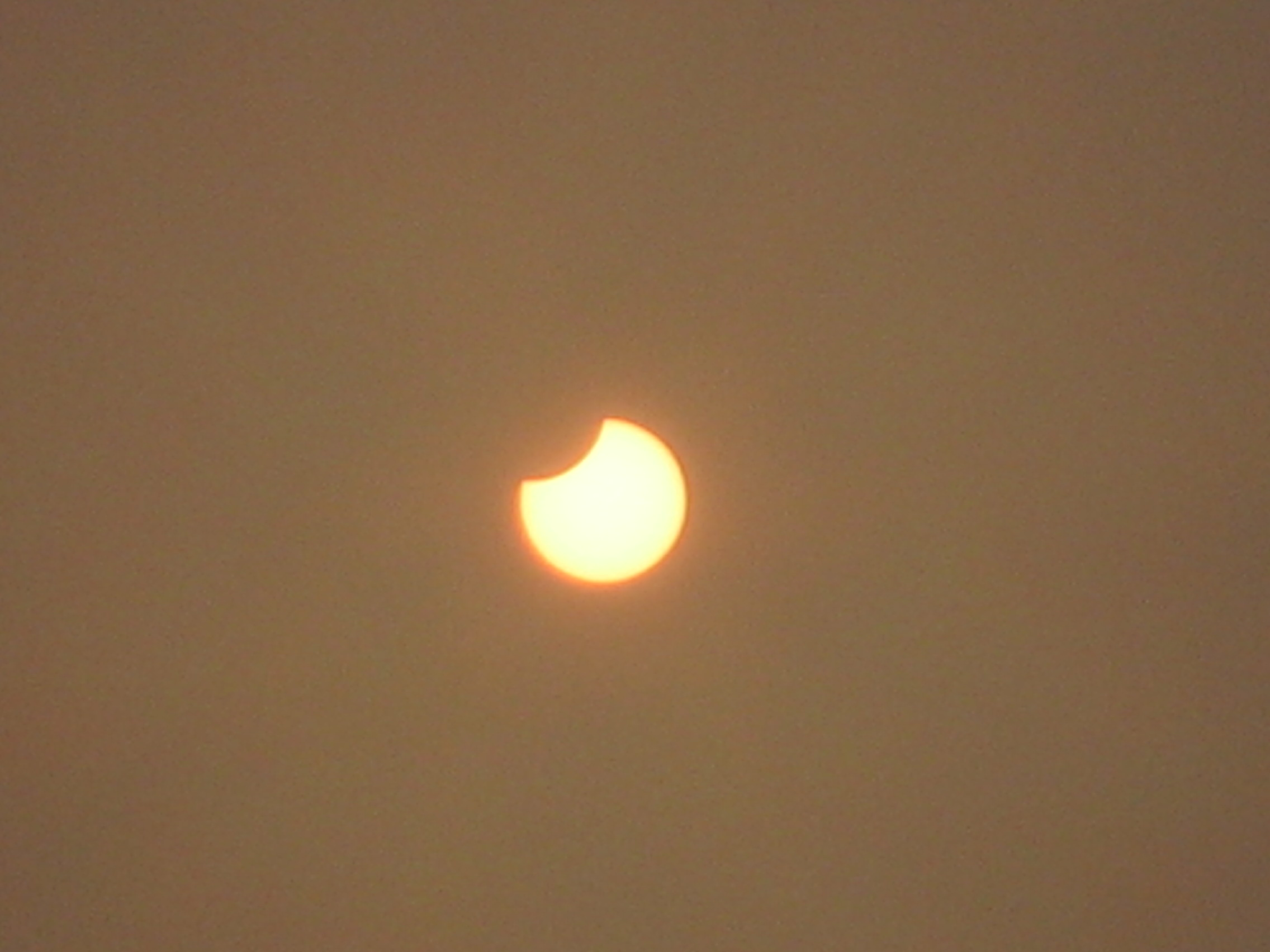
Jinan (Chine) 00:18 UTC.
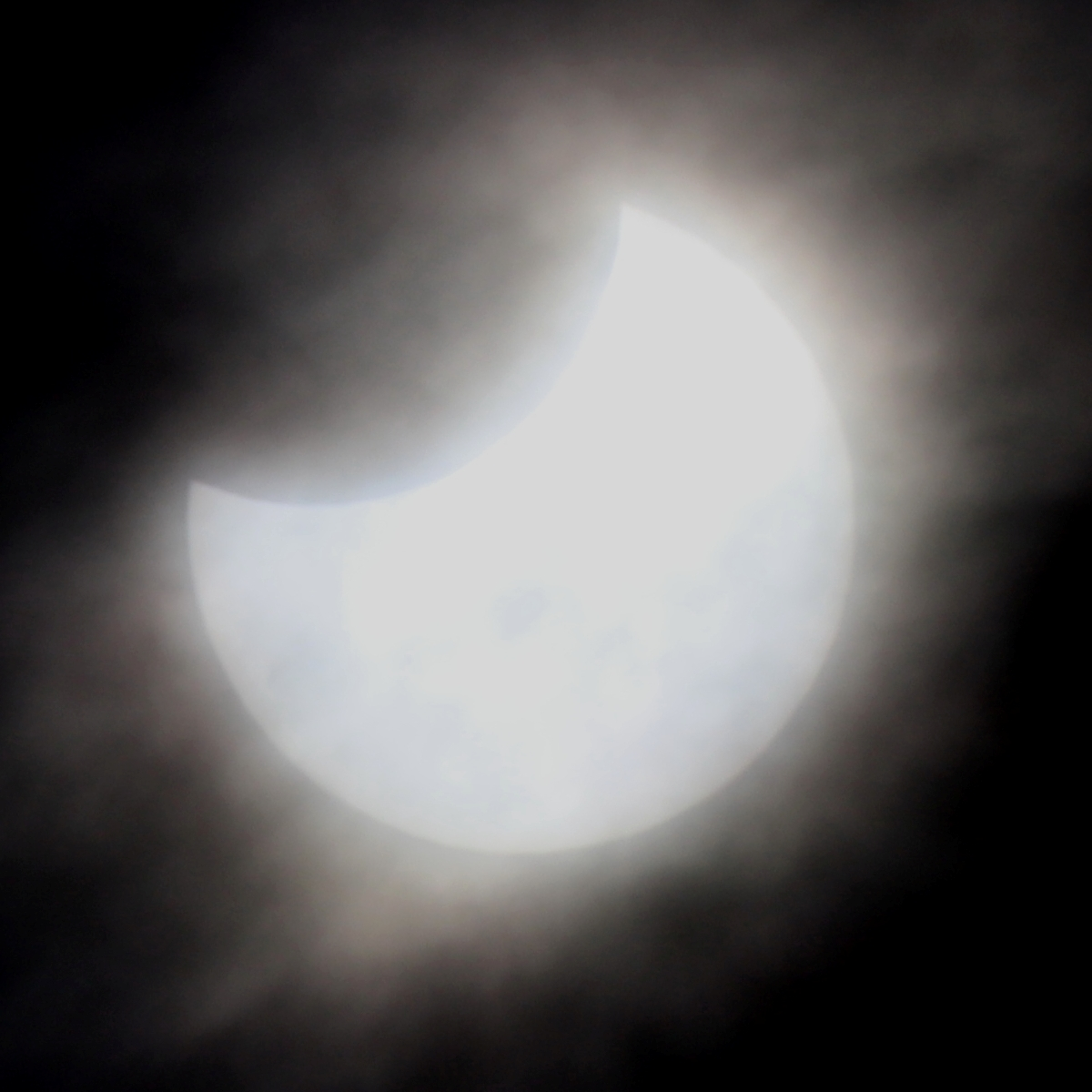
Préfecture d'Aichi (Japon) 01:00 UTC.